# Milena (Vorname)
Milena oder Milana ist ein weiblicher Vorname.

## Herkunft und Bedeutung
In der Regel werden die Namen Milena und Milana als weibliche Variante von Milan angesehen. Bei dem Namen handelt es sich um eine Koseform von verschiedenen slawischen Namen mit dem Element mil, „lieb“, „gütig“, „Gunst“.
In Italien wird der Name Milena manchmal auch als eine Zusammensetzung von Maria und Elena angesehen.

## Verbreitung

### Milena
Der Name Milena ist vor allem in Armenien, Polen, Tschechien und den Niederlanden beliebt. In Italien begann man den Namen wegen Milena Vukotić (1847–1923), der Schwiegermutter von König Viktor Emanuel III., zu nutzen. Zuletzt wurde der Name dort jedoch seltener vergeben. In Brasilien dagegen stieg die Beliebtheit des Namens in den letzten Jahren an.
In Deutschland wird der Name seit den 1980er Jahren häufiger vergeben und ist besonders in Baden-Württemberg und im Saarland beliebt. Im Jahr 2021 belegte Milena Rang 101 der beliebtesten Mädchennamen in Deutschland.

### Milana
Der Name Milana ist vor allem in Russland und Lettland verbreitet.
In Deutschland wird der Name Milana seit Mitte der 2000er Jahre häufiger vergeben, seitdem steigt die Beliebtheit kontinuierlich. In der gesamtdeutschen Statistik belegte Milana im Jahr 2021 Rang 141 der beliebtesten Mädchennamen und ist damit seltener als die Variante Milena. Milana ist besonders in Hessen und Niedersachsen verbreitet.

## Aussprache

### Milena
- italienisch: [mi.ˈlɛː.na]
- polnisch: [mʲi.ˈlɛ̃.na]
- russisch: [mʲɪ.ˈlʲe.nə]
- slowakisch: [ˈmi.lɛ.na]
- tschechisch: [ˈmɪ.lɛ.na]

## Namenstag
- Tschechien: 24. Januar
- Slowakei: 9. April
- Polen: 24. Mai und 24. Januar
- Deutschland: 21. April
- Bulgarien: 8. November

## Varianten

### Weibliche Varianten
- belarussisch: Milana
- bulgarisch: Mila, Milena, Militsa, Milka
- deutsch: Milena, Mila, Milana
- französisch: Mylène
- italienisch: Milena
- kroatisch: Milana, Milena, Milanka
- mazedonisch: Mila, Milena, Mileva, Milica, Milka
- polnisch: Bogumiła, Milena
- portugiesisch: Milena, Milene
- russisch: Milana,  Milena
- serbisch: Milana, Milena, Milanka, Miljana
- slowakisch: Milada, Milena
- slowenisch: Milena, Milica, Milka
- tschechisch: Bohumila, Mila, Milada, Milena, Miloslava, Miluše, Miluška
- ukrainisch: Mila, Milana
- ungarisch: Miléna

### Männliche Varianten
- bulgarisch: Bogomil, Milan, Milen, Milko
- tschechisch: Bohumil, Milan, Miloš, Miloslav
- serbisch: Milan, Mile, Miloje, Miloš, Mijo, Milenko
- kroatisch: Milan, Mile, Miloš, Mijo, Milenko, Miljenko
- slowenisch: Milan, Miloš, Lan
- mazedonisch: Bogomil, Milan, Mile, Miloš
- polnisch: Bogumił, Miłosz
- russisch: Milan
- slowakisch: Bohumil, Milan, Miloš, Miloslav

## Bekannte Namensträgerinnen

### Milena
(in alphabetischer Reihenfolge)
- Milena Agus (* 1959), italienische Schriftstellerin
- Milena Baisch (* 1976), deutschsprachige Autorin von Kinder- und Jugendbüchern
- Milena Busquets (* 1972), spanische Übersetzerin, Journalistin und Romanautorin
- Milena Canonero (* 1946), italienische Kostümdesignerin
- Milena Dravić (1940–2018), serbische Schauspielerin
- Milena Dreißig (* 1975), deutsche Schauspielerin
- Milena Duchková (* 1952), ehemalige tschechoslowakische Turmspringerin
- Milena Dvořákova (* 1947), tschechische Hochschullehrerin für Sprachen
- Milena Dvorská (1938–2009), tschechische Schauspielerin
- Milena von Eckardt (1912–1971), deutsche Schauspielerin und Schauspiellehrerin
- Milena Michiko Flašar (* 1980), österreichische Schriftstellerin japanischer Abstammung
- Milena Glimbovski (* 1990), russisch-deutsche Unternehmerin, Autorin und Zero Waste-Aktivistin
- Milena Govich (* 1976), US-amerikanische Schauspielerin
- Milena Jesenská (1896–1944), tschechische Journalistin, Schriftstellerin und Übersetzerin
- Milena Karas (* 1982), deutsche Schauspielerin und Synchronsprecherin
- Milena „Mila“ Markowna Kunis (* 1983), US-amerikanische Schauspielerin und Synchronsprecherin
- Milena Miconi (* 1971), italienische Schauspielerin, Soubrette und Fotomodell
- Milena Milani (1917–2013), italienische Künstlerin, Autorin und Journalistin
- Milena von Montenegro (1847–1923), Fürstin und Königin von Montenegro
- Milena Moser (* 1963), Schweizer Schriftstellerin
- Milena Nikolić (* 1992), bosnische Fußballspielerin
- Milena Nikolova (* 1984), bulgarische Schriftstellerin
- Milena Oda (* 1975), tschechische deutschsprachige Schriftstellerin
- Milena Pavlović-Barili (1909–1945), jugoslawisch-serbische Malerin und Dichterin
- Milena Penkowa (* 1973), dänische Hirnforscherin und Autorin
- Milena Pires (* 1966), osttimoresische Politikerin
- Milena Preradovic (* 1962), deutsche Journalistin und Moderatorin
- Milena Raičević (* 1990), montenegrinische Handballspielerin
- Milena Rezková (1950–2014), tschechische Hochspringerin
- Milena Rosner (* 1980), polnische Volleyball-Nationalspielerin
- Milena Smit (* 1996), spanische Schauspielerin
- Milena Strnadová (* 1961), tschechische Sprinterin und Mittelstreckenläuferin
- Milena Trendafilowa (* 1970), bulgarische Gewichtheberin
- Milena Tscharntke (* 1996), deutsche Schauspielerin
- Milena Vučić (* 1986), montenegrinische Pop-Sängerin
- Milena Vukotic (* 1935), italienische Schauspielerin
- Milena Vuković (* 1985), serbische Fußballnationalspielerin

### Milana
- Milana Kozomara (* 1993), bosnisch-herzegowinische Badmintonspielerin
- Milana Špremo (* 1991), serbische Tennisspielerin
- Milana Tirnanić (* 1994), serbische Leichtathletin (Sprint)
- Milana Vayntrub (* 1987), usbekisch-amerikanische Schauspielerin, Komikerin, Autorin und Produzentin
- Milana Vlahovic (* 1997), deutsch-serbische Handballspielerin